# 고려 와당
고려와당(高麗瓦當)은 신라의 양식을 답습한 것으로 초기에는 섬세한 것이 특징이었으나 점차 조잡하여지고 말기에는 무늬의 종류도 적어졌다. 
이들 와당은 만월대·대화궁지(大花宮址)·사찰 등에서 발견되는데, 파와(巴瓦)·당초와(唐草瓦)·치미와(鴟尾瓦)·평와(平瓦) 등이 많다. 무늬의 종류에는 뱀눈무늬·연꽃무늬가 가장 널리 유행되고, 이 밖에도 짐평무늬·쌍봉(雙峰)무늬·범자(梵字)무늬가 있으며, 평와에는 섬세한 기하학적 무늬를 아로새겼다.